# Југофилм
Југофилм је српски филм снимљен 1998. године који је режирао Горан Ребић који је и написао сценарио.

## Радња
Године 1991. у Бечу мали дечак сања о летењу док Биља, његова мајка, спрема рођенданску вечеру за старијег сина, који треба да доведе баку из Југославије у Беч. Али су Сашу успут скинули с воза и регрутовали у српску војску.

## Улоге
| Глумац               | Улога |
| -------------------- | ----- |
| Александар Јовановић |       |
| Љубиша Самарџић      | Бора  |
| Тамара Симуновић     | Суза  |

## Награде
- Врњачка Бања: Друга награда за сценарио